# 布什內爾 (喬治亞州)
布什內爾（英語：Bushnell）是位於美國喬治亞州科菲縣的一個非建制地區。該地的面積和人口皆未知。

## 地理
布什內爾的座標為31°33′37″N 82°57′36″W / 31.56028°N 82.96000°W，而該地的平均海拔高度為88米（即289英尺）。